# Sean Fitzpatrick
Sean Brian Thomas Fitzpatrick (Auckland, 4 de junho de 1963) é um ex-jogador neozelandês de rugby union que jogava como hooker.
É considerado um dos maiores rugbiers da história, chegando a ser capitão da Nova Zelândia, a seleção que tradicionalmente é a mais poderosa deste esporte  e onde já havia jogado seu pai, Brian Fitzpatrick
Fitzpatrick atuou nas décadas de 1980 e 1990, e, ao menos até o ano de 2010, ainda detinha o recorde de quem mais jogou pelos All Blacks, como é conhecida a seleção neozelandesa, tendo atuado 92 vezes por ela. 17 delas foram na Copa do Mundo de Rugby, números que o fazem o neozelandês que mais atuou na competição. Outras três foram diante de uma seleção do Resto do Mundo, comemorativas pelo centenário do rugby na Nova Zelândia, com ele liderando a seleção.
Esteve nas três primeiras Copas, ganhando a primeira e sendo vice na terceira. Nesta, ainda era um dos principais nomes, em um elenco que, mesmo sem o título, é considerado um dos melhores times da história entre todos os esportes: a Nova Zelândia, na Copa de 1995, chegara à final com grandes goleadas, como os 145 a 17 no Japão, além da liderança em pontos, tries, conversões e drop goals. Já na primeira, era reserva de Andy Dalton, mas pôde jogar em razão de uma lesão deste e as boas atuações o mantiveram entre os titulares mesmo após a recuperação de Dalton.
A nível de clubes, Fitzpatrick ganhou oito vezes o campeonato nacional pela equipe provincial de Auckland, e foi o capitão dos Blues nas duas primeiras edições do Super Rugby (principal torneio interclubes do hemisfério sul), faturadas por esta equipe. Ele continua uma referência no rugby em todo o mundo, e hoje integra o painel de 46 lendas esportivas do Prêmio Laureus do Esporte Mundial, considerado o Oscar dos esportes, inclusive visitando em 2013 o Rio de Janeiro, quando a cidade hospedou as premiações. Chegou a ensinar o haka (famoso ritual de guerra dos maoris adotado pelos All Blacks antes das partidas) na Favela da Maré.